# レールム・ノヴァールム
レールム・ノヴァールム（ラテン語:Rerum Novarum）とはローマ教皇レオ13世が1891年5月15日に出した回勅の名称である。日本語訳すると「新しき事がらについて」を意味し、「資本と労働の権利と義務」という表題がついている。カトリック教会に社会問題について取り組むことを指示した初の回勅として有名である。
なお、この名称はラテン語本文の最初の数単語から採られたものである（こうした名称のつけ方をインキピットという）。

## 概要
カトリック教会が貧富の差や経済・福祉における国家の役割について説いた「カトリック社会教説」の最初のものであり、このことから史上初の「社会回勅」として評価されている。

### 資本主義・社会主義双方への批判
副題に「資本主義の弊害と社会主義の幻想」とあるとおり、「少数の資本家が富の多くを占有する行き過ぎた資本主義によって、労働者をはじめとする一般庶民が搾取や貧困、悲惨な境遇に苦しむあまり無神論的唯物史観を基調とした社会主義（のちの共産主義）への移行を渇望しているが、それで人間的社会が実現するというのは幻想である」として、資本主義と社会主義（共産主義）の双方に批判的な視線を向けた。
この背景には19世紀後半、産業構造の主体が軽工業から鉄鋼産業などの重工業へと移るなか、労働事情の変化によって不況が深化したことがあった。またカトリック教会として従来の主な信者であった伝統的農村で生活する農民から新興都市部の労働者に支持を広げる狙いもあったとされる。

### 社会問題への取り組みと階級協調
いっぽう、それまで大勢を占めてきた「教会は貧しい者には忍耐を、金持ちには慈善を説けばよい」といった考えに対し、この回勅が画期的であるのは労働者の貧困や境遇の改善は（憐れみの対象ではなく）社会正義の問題であるとし、「人格の尊厳と基本的人権を認め、擁護し、愛する」ことを基本とした社会の変革や社会問題への主体的な取り組みを指示したことであった。
具体的には資本と労働の関係や政府と市民の関係について述べて共産主義と無制約な資本主義のあいだの道を模索し、私有財産制を擁護しつつも、労働者に労働権を認めて労働組合を結成することを支持し、階級協調を説いた。
労働者への言及はカール・マルクスらの『共産党宣言』に遅れること43年であったが、この回勅以降こうした考え方がカトリック教会の正式な立場となった。

### その後の発展
この回勅はカトリック教会と近現代の社会との関係性において記念碑的、象徴的な存在となり、政治面では中道もしくは中道右派的・共同体主義的なキリスト教社会運動・キリスト教民主主義などに発展していった。また明確に社会主義を批判しているにもかかわらず、中道左派的なキリスト教社会主義に与えた影響も無視できないものがあった。
こうした社会問題に対するカトリック教会の立場は『レールム・ノヴァールム』40周年に寄せてピウス11世が労働者の尊厳を訴えた1931年の回勅『クアドラジェジモ・アンノ』（40周年の記念に、の意）でより明確なものとされた。またヨハネ23世は1961年に『レールム・ノヴァールム』70周年に寄せた回勅『マーテル・エト・マジステラ』（母にして教師、の意）を出し、ヨハネ・パウロ2世は1991年に『レールム・ノヴァールム』100周年を記念して回勅『センテシムス・アヌス』（百年紀、の意）を出し、共産主義の弊害が明らかになった冷戦終結後において今度は新自由主義的な資本主義の行き過ぎや南北問題、環境問題などに対して再度、警告を発した。
資本主義と社会主義（共産主義）のあいだで中道を行く思想という点では「第三の道」論の先駆けという評価があり、コーポラティズムの原点のひとつだとする意見もある。いっぽう階級闘争を重視する立場（主に左翼）からは「中世的」として非難されることがある。また新自由主義的な右派からも邪魔者扱いされることがある。